# Goleta (Kalifornia)
Goleta – miasto (city) w hrabstwie Santa Barbara, w południowo-zachodniej części stanu Kalifornia, w Stanach Zjednoczonych, położone nad Oceanem Spokojnym. W 2013 roku miasto liczyło 30 525 mieszkańców.
Oficjalne założenie miasta nastąpiło w 2002 roku.